# Monserrat Rodríguez
Monserrat Rodríguez (1972) es una deportista española que compitió en halterofilia. Ganó una medalla de plata en el Campeonato Europeo de Halterofilia de 1991, en la categoría de 56 kg.

## Palmarés internacional
| Campeonato Europeo | Campeonato Europeo | Campeonato Europeo | Campeonato Europeo |
| Año                | Lugar              | Medalla            | Categoría          |
| ------------------ | ------------------ | ------------------ | ------------------ |
| 1991               | Varna (Bulgaria)   | Medalla de plata   | 56 kg              |